# 15/Love
15/Love è una serie televisiva canadese trasmessa dal 2004 al 2006.

## Trama
La serie si svolge in una prestigiosa scuola di tennis di nome Cascadia, nel Québec. Nella serie oltre che agli incontri di tennis a cui i ragazzi della scuola devono partecipare, viene dato rilievo anche alla vita sentimentale e sociale dei giovani protagonisti.

## Trasmissione
La serie conta tre stagioni andate in onda in Canada sul network YTV, mentre in Italia la serie è approdata su Italia 1 dal 27 giugno 2005 al 17 agosto 2007. In seguito agli ascolti non soddisfacenti (anche a causa della morte di Vadim Schneider e Jaclyn Linetsky), la YTV decise di cancellare la serie.

## Episodi
| Stagione         | Episodi | Prima TV originale | Prima TV Italia |
| ---------------- | ------- | ------------------ | --------------- |
| Prima stagione   | 26      | 2004               | 2005            |
| Seconda stagione | 14      | 2005               | 2005            |
| Terza stagione   | 14      | 2006               | 2007            |

## Personaggi e interpreti
- Cody Meyers, interpretata da Laurence Leboeuf, doppiata da Beatrice Caggiula.
È la figlia del dott. Myers, lo psicologo della Cascadia e non gioca a tennis. Dapprima la ragazza ha timore di vivere alla Cascadia poiché crede che tutti i suoi coetanei tennisti siano ricchi, viziati e diversi da lei, ma riuscirà subito a inserirsi e a fare amicizia con Adena, Meghan, Sebastien (conosce il suo segreto) e Squib, per il quale nutrirà subito una forte attrazione. Cody ama la fotografia e il giornalismo, tanto che scrive per il giornalino della scuola, il "Cascadia Chronicles". Avrà una lunga storia con Squib che sarà interrotta per incomprensioni varie. Successivamente avrà una storia con Nate (figlio del preside Beats) che finirà perché lei non è seriamente innamorata e perché tra i due c'è fin troppa sintonia. Alla fine Cody capirà che il suo vero amore è Squib.
- Adena Stiles, interpretata da Meaghan Rath, doppiata da Angela Brusa.
È una delle più brave tenniste della Cascadia. Superficiale, sicura della sua bellezza e della sua bravura è la migliore amica di Meghan, sua amica d'infanzia. Ha un rapporto molto conflittuale con suo padre, cosa che l'allenatore Gunnerson apprezza molto. Quando Meghan morirà si chiuderà in sé stessa e non riuscirà ad instaurare buoni rapporti con Tanis McTaggart, nuova tennista e sua nuova compagna di stanza. Dopo aver superato la grave perdita, Adena e Tanis diventeranno molto amiche. Passerà poi un altro anno e Tanis abbandonerà la Cascadia. Al suo posto ci sarà una nuova ragazza, Cassidy, con la quale stabilirà subito un forte legame di amicizia. Adena decide durante l'anno di lasciare il tennis ma il suo amico Jessy è contrario alla sua scelta. Dopo un po' di discussioni e momenti critici, tra Adena e Jessy nasce una bellissima storia d'amore.
- Gary "Squib" Furlong, interpretato da Max Walker, doppiato da Lorenzo De Angelis.
È un bravo tennista ed anche un po' il bulletto del gruppo. Biondo, occhi verdi e apparentemente un po' sbruffone (anche se dal cuore tenero) avrà una lunga storia d'amore con Cody. Il ragazzo non ha mai accettato la morte del fratello Ryan, campione di tennis e deceduto a causa di un infarto provocato da droghe e dopanti. Ha cercato di eguagliarlo, ma non sempre ci riesce. Inizialmente sarà un po' geloso dell'arrivo di Sebastien e non perderà occasione di dargli fastidio, ma ben presto diventeranno grandi amici. Quando Sebastien morirà il ragazzo si sentirà perso, anche se instaurerà una bella amicizia con il nuovo arrivato Cameron White. Squib dopo due anni abbandona la Cascadia per entrare nei professionisti ma, a causa di un infortunio, ci tornerà per fare riabilitazione e troverà tutto cambiato: Cameron andrà via e al suo posto troverà Nate, per il quale prova gelosia e odio sapendo che ha una relazione con Cody.
- Megan O'Connor (stagione 1), interpretata da Jaclyn Linetsky, doppiata da Elena Bedino.
Ragazza fragile, sensibile ed insicura, sebbene non sia "un talento naturale", come disse lo stesso coach Gunnerson, diventa una brava tennista grazie alla sua ferrea volontà e al suo fortissimo spirito di abnegazione. È la migliore amica di Adena e sin da piccola è cresciuta un po' nell'ombra di quest'ultima. A causa dei loro caratteri molto diversi, Meghan e Adena talvolta si scontrano anche se rimangono legate da un'amicizia fortissima. Sin dal suo arrivo, Meghan comincerà a provare qualcosa per Sebastien e anche se mai si metteranno insieme si capisce che il sentimento di Meghan è ampiamente ricambiato. Meghan morirà assieme a Sebastien a causa di un incidente aereo. Scelta obbligata per via dell'effettiva morte dell'attrice e dello stesso Vadim Shneider in un incidente stradale, all'età di soli 17 anni.
- Sebastien Dube (stagione 1), interpretato da Vadim Schneider, doppiato da Fabrizio De Flaviis.
Prestante e valido tennista francese, afferma di essere figlio di un uomo molto influente quando invece suo padre non è affatto danaroso e paga la retta della scuola facendo i salti mortali. Il ragazzo è restio a raccontare la verità poiché trovandosi a contatto con ragazzi appartenenti a famiglie benestanti ha paura di non essere accettato, specialmente da Meghan, per la quale prova sin dall'inizio un dolce e tenero sentimento d'amore. L'unica a sapere la verità è Cody, venutane a conoscenza grazie al padre, che lavora come psicologo della scuola. La ragazza, sebbene esorti Sebastien a dire la verità e a non nascondere le sue origini, mantiene il segreto. Sebastien avrà dapprima qualche scontro con Squib, ma dopo qualche contrasto diventeranno compagni di stanza nonché grandi amici. Il ragazzo morirà assieme a Meghan a causa di un tragico incidente aereo. Scelta obbligata degli sceneggiatori per via dell'effettiva morte dell'attore in un incidente stradale, all'età di soli 17 anni.
- Cameron White (stagioni 1-2), interpretato da Nwamiko Madden, doppiato da Paolo De Santis.
È il nuovo compagno di stanza di Squib, dopo la morte di Sebastien. Il ragazzo e Squib, dopo qualche tempo, diverranno molto amici. Cameron è innamorato della bella Tanis e farà amicizia con tutti i componenti del gruppo. Dolce e sensibile, ha un grande talento. Per un certo periodo di tempo frequenta la scuola da allievo, ma in seguito ad un litigio con il padre, quest'ultimo gli taglia i fondi e per poter rimanere nella scuola viene assunto come vice-allenatore stipendiato.
- Tanis McTaggart (stagioni 1-3), interpretata da Amanda Crew, doppiata da Anna Lana.
Dopo la morte della fragile Meghan, è la nuova compagna di stanza di Adena. Farà fatica ad instaurare un dialogo con la ragazza, poiché ancora sconvolta dalla morte della migliore amica. Tuttavia, dopo qualche tempo, Tanis e Adena diverranno grandi amiche. Collerica, aggressiva, talvolta isterica, Tanis è anche molto simpatica e farà breccia nel cuore della new entry Cameron. Nonostante affermi di essere la figlia di un grosso magnate dell'industria, Tanis è una ragazza proveniente da una famiglia non così benestante.
- Sunny Capaduca, interpretata da Sarah-Jeanne Labrosse, doppiata da Alessia D'Apote.
Bionda e bassina, ha dodici anni, è moldava ed è una bravissima tennista, sebbene sia la più piccola. Alla Cascadia gode di numerosi privilegi ed ha un agente nonché numerosi sponsor. Il suo comportamento può apparire insopportabile, ma qualche volta stupirà i telespettatori dato che aiuterà i nostri beniamini. Presumibilmente avrà una cotta per Sebastien, dato che vuole assolutamente ballare con lui ad un ballo di beneficenza. È bellissima e ha un grande talento.
- Preside Harold Bates, interpretato da Charles Powell, doppiato da Donato Sbodio.
È il preside della scuola Cascadia. Nutre un sentimento di avversione e contemporaneamente di ammirazione verso Squib, ma anche gratitudine. È divorziato, e nella terza serie ha una relazione con la dottoressa Natasha Alba.
- Rick Geddes, interpretato da Kyle Switzer, doppiato da Angelo Evangelista.
È un tennista della Cascadia, non molto bravo, che fa parte del gruppo F. È un po' il "secchione" del gruppo, conosce a memoria il regolamento della scuola e ha spesso incarichi come assegnare i turni per la palestra o tenere le chiavi della piscina. Innamoratissimo di Cody, quando si rassegna alla vittoria di Squib sembra accontentarsi della sua amicizia. Dopo l'arrivo di Cassidy non penserà più a Cody ma a questa nuova ragazza, con la quale avrà un'intensa storia d'amore.
- Nate Bates (stagioni 2-3), interpretato da Tyler Hynes, doppiato da Stefano Brusa.
Nate Bates, figlio del preside, entra alla Cascadia alla seconda serie. Ha una relazione con Cody Myers che sembra nutrire interesse per lui perché è l'unico, oltre a lei, a non essere un tennista. Nate è il rivale di Squib che, all'inizio della seconda serie, lo sfida in una partita di tennis; lì si scopre che Nate era un ottimo tennista: era il miglior giocatore alla Brentwood (scuola rivale per eccellenza della Cascadia), prima che suo padre diventasse il preside della Cascadia appunto. Smise di giocare perché fu cacciato per essersi ribellato al sistema. Squib è però anche il suo compagno di stanza, e si prenderanno a botte più volte. Nate abbandona la Cascadia per seguire il sogno di diventare regista.
- Cassidy Payne (stagione 3), interpretata da Jemima West.
È la terza compagna di stanza di Adena. La ragazza dopo aver lasciato la Brendtow Tennis School arriva alla Cascadia. Ha un rapporto con Rick, dopo essersi lasciata con Jessy senza valide motivazioni. Bionda, bella, sensibile e gentile, gode di un innato senso dell'umorismo. Gli piacciono le cose un po' strane, come a Rick: i giochi di ruolo, Star Trek, le schede madre; e adora la TV.
- Jesse Siegel (stagione 3), interpretato da Christian Schrapff.
È un ragazzo estroverso, conquistatore, simpatico ma anche un po' timido anche se non lo fa notare. Agli inizi non andrà molto d'accordo con Squib ma con il tempo il loro rapporto migliorerà. Prende una seria cotta per Adena con la quale avrà una bellissima storia d'amore.
- Coach Artie Gunnerson (stagione 1), interpretato da Thierry Ashanti, doppiato da Riccardo Lombardo.
- Hartley Myers, interpretato da David Schaap.

## La tragedia di Vadim Schneider e Jaclyn Linetsky
Un avvenimento tragico accadde l'8 settembre 2003 quando Vadim Schneider e Jaclyn Linetsky, i due attori che interpretavano i protagonisti della prima stagione, si stavano recando insieme sul set di 15/Love per girarne il tredicesimo episodio. Il loro minivan si scontrò con un camion che viaggiava in direzione opposta con la conseguente morte di entrambi i protagonisti. Vadim morì sul colpo mentre Jaclyn morì in ospedale qualche ora dopo a causa delle ferite riportate. Ancora oggi le cause dell'incidente sono incerte. Nel frattempo le riprese sono continuate grazie al consenso dei genitori delle vittime. Nel telefilm, i due ragazzi sono morti a causa di un incidente con l'aereo con cui stavano tornando a casa da un prestigioso torneo. Le due puntate successive sono dedicate alla loro scomparsa.

## Colonna sonora
La sigla di 15/Love è accompagnata dalla canzone Standing All Alone dei Not By Choice. Durante le varie puntate del telefilm si possono sentire diverse canzoni, che accompagnano quasi tutte le scene. Tra le più presenti abbiamo Symphonic di Emm Gryner, che è il pezzo su cui è stato montato il video in memoria di Jaclyn e Vadim, Heaven e Traveling Alone di Lonnie Rathie, Stray e You Were There Before di Paula Toledo e molte altre dei Not by Choice. Gli autori di questi brani sono quasi tutti canadesi, pertanto sono sconosciuti sul panorama musicale italiano.